# Liste des races de canards
Cette liste des races de canards domestiques n'est pas exhaustive.
Il faut distinguer les races de canards domestiques issues principalement du canard colvert (espèce Anas platyrhynchos), et le canard de barbarie ou Cairina moschata, une espèce domestiquée en Amérique du Sud. Ces deux espèces sont couramment hybridées pour produire le canard mulard (hybride stérile).

## Races par ordre alphabétique
- Haut – A
- B
- C
- D
- E
- F
- G
- H
- I
- J
- K
- L
- M
- N
- O
- P
- Q
- R
- S
- T
- U
- V
- W
- X
- Y
- Z

### A
| Nom               | Origine     | Production | Image | Sources |
| ----------------- | ----------- | ---------- | ----- | ------- |
| Appleyard argenté | Royaume-Uni | mixte      |       |         |
| Arlequin gallois  | Royaume-Uni | mixte      |       | [ 1 ]   |

### B
| Nom                           | Origine         | Production | Image | Sources |
| ----------------------------- | --------------- | ---------- | ----- | ------- |
| Barbarie (Canard de Barbarie) | Amérique du Sud | mixte      |       | [ 1 ]   |
| Bleu de Suède                 | Suède           | viande     |       |         |

### C
| Nom                       | Origine           | Production        | Image | Sources |
| ------------------------- | ----------------- | ----------------- | ----- | ------- |
| Canard à bec courbé       | Pays-Bas          |                   |       | [ 1 ]   |
| Canard Campbell allemand  | Allemagne         |                   |       | [ 1 ]   |
| Canard Campbell anglais   | Royaume-Uni       | mixte             |       | [ 1 ]   |
| Canard cou-nu             | France            | œufs              |       | [ 1 ]   |
| Canard d'Aylesbury        | Royaume-Uni       | viande            |       | [ 1 ]   |
| Canard de Bourbourg       | France            | viande            |       | [ 1 ]   |
| Canard de Challans        | France            | viande            |       | [ 1 ]   |
| Canard de Duclair         | France            | viande            |       | [ 1 ]   |
| Canard d'Estaires         | France            | mixte             |       | [ 1 ]   |
| Canard de Forest          | Belgique          |                   |       | [ 1 ]   |
| Canard de Gimbsheim       | Allemagne         |                   |       | [ 1 ]   |
| Canard de Huttegem        | Belgique          |                   |       | [ 1 ]   |
| Canard de l'Allier        | France            | mixte             |       | [ 1 ]   |
| Canard de la Semois       | Belgique          |                   |       | [ 1 ]   |
| Canard de Merchtem        | Belgique          | mixte             |       | [ 1 ]   |
| Canard d'Overberg         | Pays-Bas          |                   |       | [ 1 ]   |
| Canard de Pékin allemand  | Allemagne         |                   |       | [ 1 ]   |
| Canard de Pékin américain | États-Unis        |                   |       | [ 1 ]   |
| Canard de Poméranie       | Allemagne         |                   |       | [ 1 ]   |
| Canard de Rouen anglais   | Royaume-Uni       |                   |       | [ 1 ]   |
| Canard de Rouen français  | France            | mixte             |       | [ 1 ]   |
| Canard de Saxe            | Allemagne         | mixte             |       | [ 1 ]   |
| Canard de Shetland        | Shetland (Écosse) |                   |       |         |
| Canard de Termonde        | Belgique          |                   |       | [ 1 ]   |
| Canard de Vouillé         | France            | appelant          |       | [ 1 ]   |
| Canard émeraude           | États-Unis        |                   |       | [ 1 ]   |
| Canard haut volant        | Europe            |                   |       | [ 1 ]   |
| Canard huppé              | Indes orientales  | ornement          |       | [ 1 ]   |
| Canard Mignon             | Pays-Bas          | ornement appelant |       | [ 1 ]   |
| Canard pie                |                   |                   |       | [ 1 ]   |
| Cayuga                    | États-Unis        | ornement          |       | [ 1 ]   |
| Coureur indien            | Royaume-Uni       | œufs              |       | [ 1 ]   |

### E
| Nom       | Origine                            | Production | Image | Sources |
| --------- | ---------------------------------- | ---------- | ----- | ------- |
| Elizabeth | Nouvelle-Galles-du-Sud (Australie) | œufs       |       | [ 2 ]   |

### G
| Nom            | Origine    | Production | Image | Sources |
| -------------- | ---------- | ---------- | ----- | ------- |
| Golden Cascade | États-Unis | mixte      |       | [ 3 ]   |

### K
| Nom      | Origine              | Production | Image | Sources |
| -------- | -------------------- | ---------- | ----- | ------- |
| Kriaxera | Pays basque (France) | mixte      |       |         |

### M
| Nom    | Origine | Production | Image | Sources |
| ------ | ------- | ---------- | ----- | ------- |
| Mulard |         | foie gras  |       | [ 1 ]   |

### O
| Nom       | Origine     | Production | Image | Sources |
| --------- | ----------- | ---------- | ----- | ------- |
| Orpington | Royaume-Uni | mixte      |       | [ 1 ]   |

### S
| Nom       | Origine     | Production | Image | Sources |
| --------- | ----------- | ---------- | ----- | ------- |
| Streicher | Royaume-Uni |            |       | [ 1 ]   |